# El Negro Timoteo
El Negro Timoteo fue una publicación uruguaya que se editó entre 1876 y 1901. Es considerada el mejor exponente del periodismo satírico uruguayo de su tiempo.

## Reseña
Fue fundada por Washington P. Bermúdez -quien además fue su director y redactor- en 1876 y se publicó con ciertas dificultades hasta 1901. Por la dirección artística de la revista pasaron varios autores como Orestes Acquarone y Antonio Pérez. Entre sus colaboradores también estuvo el dibujante y caricaturista español Juan Sanuy, quien figura entre los fundadores de esta revista.
Bermúdez provenía de una familia de tradición literaria y política en las filas del Partido Blanco. Desde las páginas de "El Negro Timoteo" criticó al gobierno de Lorenzo Latorre, siendo el único periódico que hizo oposición activa a su dictadura militar, inscrita en el período de sucesivos gobiernos castrenses conocido como "Militarismo". En años posteriores cuestionó el gobierno del colectivismo de Juan Idiarte Borda y los vaivenes de Juan Lindolfo Cuestas, así como al directorio nacionalista y a referentes políticos de la minoría colaboracionista blanca.
Desde su primer número, editado el 20 de febrero de 1876, hasta 1901 el periódico tuvo varias épocas. Al final de su existencia se editó como diario aunque no llegó a completar una semana de números.